# 艾哈迈德·卡拉米
艾哈迈德·穆斯塔法·卡拉米（阿拉伯语：‎，1944年8月29日—2020年7月5日），黎巴嫩遜尼派政治人物。2011年在納吉布·米卡提内阁出任国务部长。

## 生平
1944年8月29日出生在的黎波里的一个政治世家。他的父亲穆斯塔法·卡拉米在1933年成立国家青年党。前任黎巴嫩总理拉希德·卡拉米和奧馬爾·卡拉米都是他的堂兄弟。1970年毕业于貝魯特阿拉伯大學，获经济学和政治学学士学位。1973年至1991年，长期担任的黎波里港管理局主任。在1996年和2009年的大选中当选国会议员。在2009年大选中，他是前任黎巴嫩总理萨阿德·哈里里提名的候选人之一。
2011年6月，他在納吉布·米卡提内阁出任国务部长。艾哈迈德·卡拉米是无党派人士，也是内阁中的七位遜尼派部长之一。
2020年7月5日在贝鲁特美国大学医院逝世，终年75岁。